# 華倫圓菊珊瑚
華倫圓菊珊瑚（学名：Montastrea valenciennesi）为菊珊瑚科圓菊珊瑚屬下的一个种。